# ジャン・ミシェル・セリ
ジャン・ミシェル・セリ（Jean Michaël Seri 、1991年7月19日 - ）は、コートジボワール・サン＝ペドロ州グラン・ベレビー出身のプロサッカー選手。アル・オルーバ所属。コートジボワール代表。ポジションはMF。

## クラブ経歴
2012年11月、FCポルトのリザーブチームと契約を結んだ。
2013年8月31日、FCパソス・デ・フェレイラと3年契約を結んだ。9月14日のSLベンフィカ戦で移籍後初出場。2014年3月2日のCSマリティモ戦で初ゴール。
2018年7月12日、プレミアリーグ・フラムFCと4年契約を結んだことが発表された。アーセナルFCやチェルシーFC、FCバルセロナなどのビッグクラブが獲得を目指した中でフラムを選んだ理由をセリは「フラムは本当に欲しがっていることを見せてくれたから」と語っている。しかし、同シーズンにフラムはフットボールリーグ・チャンピオンシップに降格し、自身もリーグ戦わずか1得点2アシストと低調な結果に終わった。
2019年7月18日、ガラタサライへレンタル移籍することが発表された。
2021-22シーズンはフラムに復帰し、チームのプレミアリーグ昇格に貢献したが、シーズン終了後に退団した。2022年7月8日、ハル・シティAFCに3年契約で移籍した。2024年8月23日、アル・オルーバに移籍した。

## 代表歴
2014年2月27日にコートジボワール代表初招集。2023年12月、セリはコートジボワール代表のアフリカネイションズカップ2023メンバーに選ばれ、大会で優勝を果たしました。

### ゴール
| #  | 開催日         | 会場       | 対戦国   | スコア | 結果 | 試合概要                           |
| -- | -------------- | ---------- | -------- | ------ | ---- | ---------------------------------- |
| 1. | 2015年11月17日 | アビジャン | リベリア | 3–0    | 3–0  | 2018 FIFAワールドカップ予選        |
| 2. | 2018年11月18日 | コナクリ   | ギニア   | 1–1    | 1–1  | アフリカネイションズカップ2019予選 |

## タイトル
ガラタサライ
- トルコ・スーパーカップ: 2019

フラム
- EFLチャンピオンシップ: 2021-22